# 1611

## أحداث
- نهاية الحرب البولندية-السويدية في 1611 والتي بدأت في 1600.
- 9 مايو - الإمبراطور غوميزونو ذو الستة عشر عاما، يخلف الإمبراطور غويوزي

## مواليد
- 25 مارس - أولياجولبي، رحالة تركي.

## وفيات
- إليونورا دي ميديشي
- كارل التاسع
- هنري هدسون